# Saipa Football Club
Maillots
Dernière mise à jour : 22 août 2024.
Le Saipa Football Club (en persan : باشگاه فوتبال سايپا كرج), plus couramment abrégé en Saipa FC, est un club iranien de football fondé en 1989 et basé dans la ville de Karaj.
Le club, qui appartient au constructeur automobile Saipa, se classe quatrième de la Coupe d'Asie des clubs champions 1995.

## Historique
- 1989 : fondation du club sous le nom de Saipa Téhéran. Le club est par la suite relocalisé à Karaj.

## Palmarès
| Compétitions nationales                                                                                                  |
| --- |
| - Championnat d'Iran (3) : - Champion : 1993-1994, 1994-1995 et 2006-2007. - Coupe d'Iran (1) : - Vainqueur : 1993-1994. |

## Personnalités du club

### Présidents
- Reza Darvish

### Entraîneurs
| - Bijan Zolfagharnasab (1993 - 1997) - Nasrollah Abdollahi (1997 - 2000) - Behtash Fariba (2000 - 2001) - Hamid Alidoosti (2001 - 2002) - Giovanni Mei (2002 - 2003) - Mohammad Mayeli Kohan (2003 - 2004) - Bijan Zolfagharnasab (2004 - 2006) - Werner Lorant (2006) - Ali Daei (2006 - 2008) | - Pierre Littbarski (2008) - Mohammad Mayeli Kohan (2008 - 2011) - Majid Saleh (2011 - 2012) - Mojtaba Taghavi (2012 - 2013) - Engin Firat (2013 - 2014) - Majid Jalali (2014 - 2016) - Hossein Faraki (2016 - 2017) - Ali Daei (2017 - 2019) - Ebrahim Sadeghi (depuis 2019) |